# Kościół Najświętszej Marii Panny w Valletcie
Kościół Najświętszej Marii Panny w Valletcie (malt. Knisja tal-Madonna ta' Ġieżu, ang. Church of the Madonna of Jesus) – barokowy kościół położony w stolicy Malty, zbudowany przez joannitów. Jeden z dwóch kościołów franciszkanów w Valletcie.
Budowę kościoła rozpoczęto w 1571 roku ze środków katedralnych według projektu i pod nadzorem Girolamo Cassara. W 1689 roku fasada kościoła została przebudowana według projektu architekta Mederico Blondela. Na jego narożniku na złączeniu ulic Triq Sant' Ursola i Triq San Gwann, w 1745 roku, została umieszczona rzeźba św. Antoniego z Dziecięciem Jezus na rękach wraz z typowymi atrybutami, książką i lilią autorstwa Marco Montebello. Na ścianie od strony ulicy Triq Sant' Ursola umieszczona jest zabytkowa Nisza Matki Boskiej Bolesnej. W kościele jest pochowany Ignacy Falzon, maltański duchowny beatyfikowany 9 maja 2001 roku przez Jana Pawła II.
Obiekt jest wpisany na listę National Inventory of the Cultural Property of the Maltese Islands pod numerem 00520.